# Suchá Lhota
Suchá Lhota là một làng thuộc huyện Svitavy, vùng Pardubický, Cộng hòa Séc.